# 瑟倫·索倫森
瑟倫·彼特·路勒茲·索倫森（1868年1月9日—1939年2月12日），丹麥化學家，是pH值測量酸度和鹼度的提出者。他出生於一個丹麥小鎮哈維貝格 。

## 生平
瑟倫一開始在哥本哈根大學就讀時是選擇醫學的，但他後來轉為學習化學，並在1899年取得了博士學位。在完成大學課程後，瑟倫於著名的嘉士伯實驗室工作，並與索菲斯·約根森一起研究無機物合成。
在1901年至1938年間，瑟倫擔任哥本哈根嘉士伯實驗室的主任。在嘉士伯實驗室的工作期間，他發明了索倫森甲醛滴定法，並研究了離子濃度對蛋白質的影響，由於氫離子的濃度尤為重要的關係，因此瑟倫於1909年發表論文，介紹了可以簡單計算酸鹼度的方法。而在此之前，學術界沒有一個表達氫離子濃度的方法被廣泛接受。該文章除了是第一個使用pH符號的文章外，也描述了兩種用於測量酸度的新方法。第一種方法是利用電極，第二種則是利用已經預先選定的指標比較測試樣本的顏色（即pH值）。
在此之後，瑟倫成為了應用熱力學與蛋白質組學的權威之一，他的妻子瑪格麗特·索倫森也經常協助他。另外，他也開發了一種緩衝溶液，以減緩pH值改變的溶液變化的速度。
瑟倫於1939年2月12日在哥本哈根逝世，終年71歲。

## 外部連結
- pH-skalaen fylder 100 år （页面存档备份，存于） （丹麦文）
- S.P.L. Sørensen （页面存档备份，存于） （丹麦文）